# Pino Roveredo
Pino Roveredo (Trieste, 16 ottobre 1954 – Duino-Aurisina, 21 gennaio 2023) è stato uno scrittore, regista teatrale e personaggio televisivo italiano.

## Biografia
La sua infanzia è segnata da gravi problemi familiari (genitori entrambi sordomuti) e sociali seguiti in gioventù dalla piaga dell'alcolismo.
Il suo esordio letterario giunge nel 1996 con il testo autobiografico Capriole in salita (Lint Editoriale, Trieste), che narra in prima persona le avventure e le disavventure, le cadute e le ricadute dell'autore e dei suoi compagni di bevute meno fortunati di lui. Il romanzo ottiene subito un notevole successo a livello nazionale e Roveredo acquista notorietà grazie a vari passaggi televisivi nel popolare Maurizio Costanzo Show.
Nel 1997 esce la raccolta di racconti Una risata piena di finestre, dove l'autore con ironia e tenerezza racconta le storie di quei personaggi comuni che tutti guardano ma nessuno vede, seguito l'anno successivo dal romanzo La città dei cancelli, romanzo duro ma realistico che narra i fatti crudi e le vicende quotidiane dei carcerati. Sempre nel 1998 e sempre per la casa editrice triestina, esce il testo teatrale La bela vita dove l'autore in un atto unico mette in scena la dura vita del penitenziario.
L'anno 2000 vede la nascita di un altro toccante romanzo: Ballando con Cecilia. Qui Roveredo racconta la storia di Cecilia, un'anziana donna rinchiusa da oltre sessant'anni in ospedale psichiatrico dove gli altri ospiti (tutti accomunati da un'unica e semplicistica etichetta: "pazzi") fanno da contorno ad una vita il cui destino ha tolto la libertà.
Sempre nel 2000 Roveredo pubblica il testo teatrale Centro diurno/Le fa male qui?, dove in due atti viene messo in scena il problema dell'emarginazione sociale e della tossicodipendenza.
La Lint pubblica poi, a cura di Stefano Bianchi, il volume San Martino al Campo - Trent'anni, dove Pino Roveredo racconta le tappe più importanti nei trent'anni di storia del centro di recupero per tossicodipendenti fondato da don Mario Vatta. Il volume ospita testimonianze di illustri cittadini come Angelo Baiguera, il senatore Roberto Antonione, Claudio Magris, Daniela Lucchetta (vedova del compianto giornalista RAI morto a Mostar), oltre alle foto di Giovanni Montenero, noto fotografo triestino.
Con la raccolta di racconti Mandami a dire (Bompiani) Pino Roveredo vince a settembre il Premio Campiello 2005 come miglior romanzo dell'anno e nel 2006 pubblica assieme all'onorevole Ettore Rosato il volume Andar per fodere.
Sempre nel 2006 Bompiani ristampa Capriole in salita e, nel 2007, pubblica il nuovo romanzo, Caracreatura che narra le vicende di una madre di un tossicodipendente. Nel 2009 pubblica Attenti alle rose, sempre con Bompiani.
Segue poi La melodia del corvo, (Bompiani 2010), mentre l'ultimo romanzo di Roveredo è Mio padre votava Berlinguer, (Bompiani 2012) e - sempre per Bompiani - la rielaborazione di Ballando con Cecilia (2013) e Mastica e sputa (2016).
Dal 2014 al 2018 è stato Garante regionale delle persone sottoposte a misure restrittive della libertà personale in Friuli Venezia Giulia .
Nel 2021 aderisce alla lista civica Punto Franco, a sostegno del candidato sindaco di centrosinistra Francesco Russo, con la quale si candida a consigliere comunale del capoluogo giuliano.
È deceduto a Duino-Aurisina il 21 gennaio 2023 all'età di 68 anni.

## Opere

### Teatro
- La bela vita
- Centro diurno
- Le fa male qui?
- Sarà il paradiso...
- L'ultima corsa
- Mercoledì
- Ballando con cecilia
- Le chiavi di Melara
- Volevo tanto dirti che...
- Cari estinti
- La pankina
- Capriole in salita
- Caracreatura
- Succo d'aceto
- D...come Donna
- La melodia del corvo
- La legge è uguale per tutti?
- Quarto binario

### Romanzi
- Capriole in salita, LINT, Trieste, 1996
- Una risata piena di finestre, LINT, Trieste, 1997
- La città dei cancelli, LINT, Trieste, 1998
- La bela vita, LINT, Trieste, 1998
- Ballando con Cecilia, LINT, Trieste, 2000
- Centro diurno/Le fa male qui?, LINT, Trieste, 2000
- San Martino al Campo - Trent'anni, LINT, Trieste, 2000
- Schizzi di vino in brodo, Circolo "IL MENOCCHIO", Montereale Valcellina, 2001
- Cara Trieste, Il Piccolo, Trieste, 2004
- Mandami a dire, Bompiani, Milano, 2005
- Andar per fodere/Un giro tra le pieghe di Trieste, Trieste, 2006
- Capriole in salita, Bompiani, Milano, 2006
- Caracreatura, Bompiani, Milano, 2007
- Vis-à-vis, Il Sole 24 Ore - Regione FVG, Trieste, 2007
- Attenti alle rose, Bompiani, Milano, 2009
- La melodia del corvo, Bompiani, Milano, 2010
- Mio padre votava Berlinguer, Bompiani, Milano, 2012
- Ballando con Cecilia, Bompiani, Milano, 2014
- Tira la bomba, Bompiani, Milano, 2017
- Ci vorrebbe un sassofono, Bompiani, Milano, 2019
- I ragazzi della via Pascoli, Bompiani, Milano, 2021